# Кісиксай
Кісикса́й (каз. Қисықсай) — село у складі Таскалинського району Західноказахстанської області Казахстану. Входить до складу Казахстанського сільського округу.
У радянські часи село називалось Кісиксай II.
Населення — 28 осіб (2021; 69 у 2009, 241 у 1999, 345 у 1989).